# 최흥식
최흥식(崔興植, 1952년 9월 6일~ )은 대한민국의 제11대 금융감독원장이었다. 본관은 죽주이며, 인천 출생이다.

## 생애
한국금융연구원 원장과 하나금융지주 사장을 지냈고, 2015년부터 서울시립교향악단 대표이사를 맡고 있다. 2017년 9월 문재인 정부에서 금융감독원장으로 내정되었다. 2017년 12월 27일 기자들과의 송년 간담회에서 "나중에 비트코인은 버블이 확 빠질 것이다. 내기해도 좋다"고 말했다. 하나금융지주 사장 시절인 2013년 대학 동기의 아들을 하나은행 채용 과정에서 추천했다는 의혹을 받자 2018년 3월 12일 금융감독원장에서 사임하였다.

## 학력
- 연세대학교 경영학 학사
- 연세대학교 대학원 경영학 석사
- 릴대학교 대학원 경영학 박사
- 파리제9대학교 대학원 경영학 박사

## 경력
- 1987년 ~ 1992년 : 현대경제사회연구원 연구위원 이사
- 1999년 ~ 2004년 : 한국금융연구원 부원장
- 2000년 : 한국증권거래소 공익대표 비상임이사
- 2002년 ~ 2002년 : 한국선물학회 회장
- 2003년 ~ 2004년 : 경기대학교 경제학부 겸임교수
- 2003년 : 금융감독위원회 자체평가위원회 위원장
- 2004년 ~ 2007년 7월 : 한국금융연구원 원장
- 연세대학교 경영학과 교수
- 2010년 11월 : 하나금융경영연구소 소장
- 2012년 3월 ~ 2014년 3월 : 하나금융지주 사장
- 하나금융지주 고문
- 2015년 7월 ~ 2017년 9월 : 서울시립교향악단 대표이사
- 2017년 9월 ~ 2018년 3월 : 금융감독원 원장
- 2021년 12월 ~ : 제3대 한국CFO협회 회장